# Bloemekenswijk (Gent)
De Bloemekenswijk is een wijk in de Belgische stad Gent. De wijk ligt ten noorden van het historisch stadscentrum, op de grens met Wondelgem en Mariakerke. De belangrijkste straten door de wijk zijn de Francisco Ferrerlaan en de Frans Van Ryhovelaan, met als belangrijk plein het Edmond van Beverenplein.

## Geschiedenis
Het gebied van de Bloemekenswijk lag vroeger ten noordwesten van de middeleeuwse stadskern. Vanaf de 12de eeuw bevond zich in dit landelijk gebied de eerste bidplaats van Wondelgem. Deze kerk verdween in de 16de eeuw en het centrum van Wondelgem verplaatste zich een stuk naar het noorden. De volgende eeuwen bleef het gebied landelijk, gelegen in de Wondelgemse Meersen.
In de tweede helft van de 19de eeuw zou het gebied verstedelijken. In de jaren 1850 werd hier een psychiatrisch instelling opgericht, het Guislaingesticht en in de jaren 1860 stichtte men er de Westerbegraafplaats. In 1863 werd de Verbindingsvaart gegraven tussen de Brugse Vaart en de Voorhaven, die aansluit op kanaal Gent-Terneuzen. Deze vaart sneed het gebied af van het stadscentrum van Gent, maar zou belangrijk zijn voor de ontwikkeling van de wijk. Langs de vaart vestigden zich verschillende fabrieken. Rond het gesticht en de begraafplaats ontwikkelde zich begin 20ste eeuw een arbeiderswijk. Na de Eerste Wereldoorlog werd in de wijk de Sint-Vincentiuskerk gebouwd.
Naast de hoofdstraten werden de meeste straten in de wijk genoemd naar bloemen, zoals Anjelierstraat, Chrysantstraat, Clematisstraat, Cliviastraat, Crocusstraat, Cyclamenstraat, Dahliastraat, Ericastraat, Fuchsiastraat, Geraniumstraat, Hortensiastraat, Hyacintstraat, Irisstraat, Jasmijnstraat, Lavendelstraat, Leliestraat, Lisbloemstraat, Magnoliastraat, Mimosastraat, Myosotisstraat, Narcisstraat, Pioenstraat, Veronicastraat en ook naar andere gewassen en planten, zoals Boekweitstraat, Dracenastraat, Haverstraat, Hoppestraat, Klaverstraat, Kriekelaarstraat, Lorkenstraat, Maïsstraat, Radijsstraat, Roggestraat, Spurriestraat, Tijmstraat.

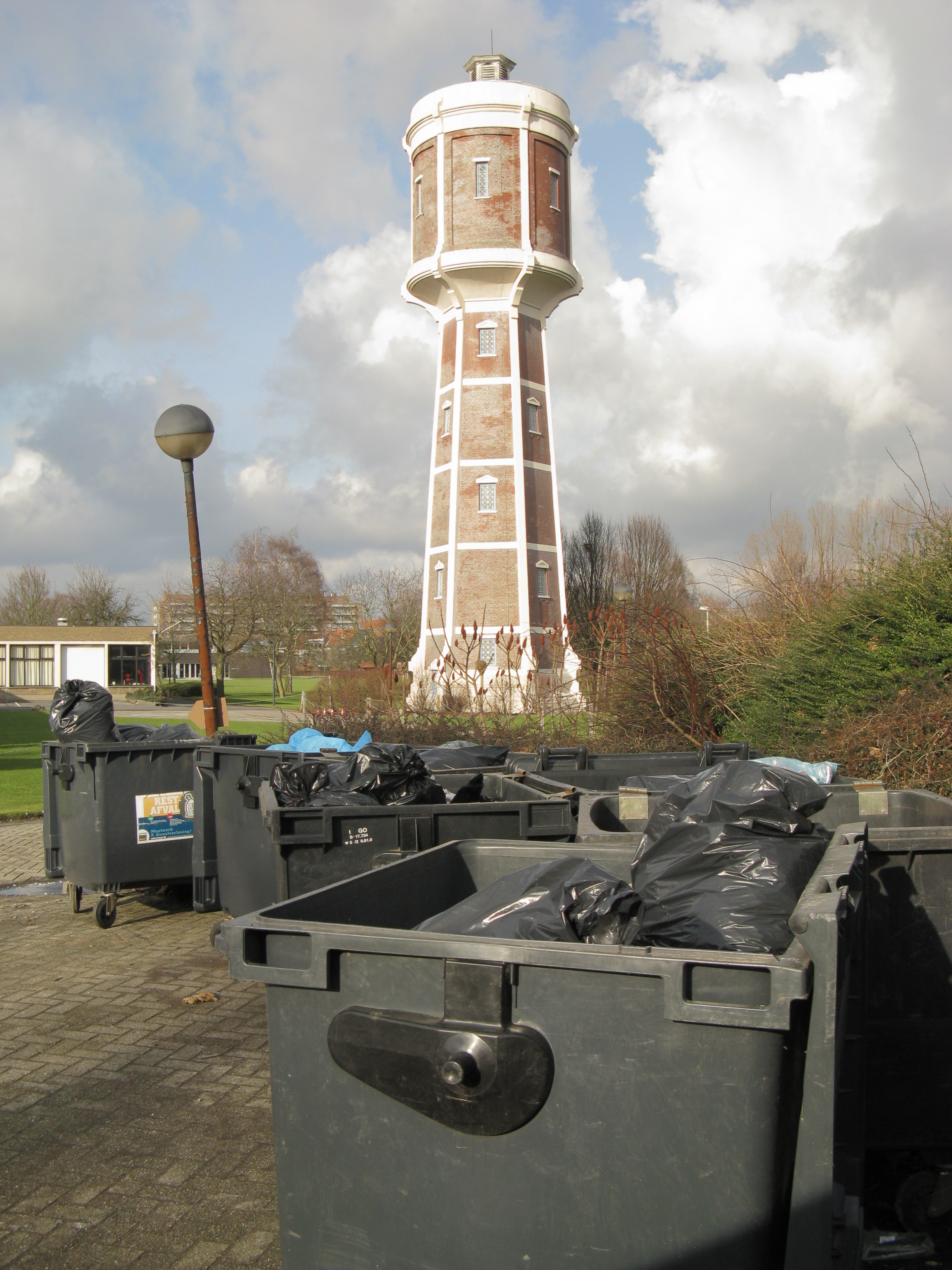
Watertoren